# Pierre Wajoka
Pierre Wajoka (né le 19 décembre 1978) est un footballeur néo-calédonien à la retraite qui a joué au poste de milieu de terrain, essentiellement en Nouvelle-Calédonie.

## Biographie
Wajoka commence sa carrière professionnelle en 1996 dans l’équipe régionale de l’AS Magenta. En 2006, il rejoint pour un an, l’AS Lössi, le club représentant sa région d'origine. En 2011, il rejoint le Gaïtcha FCN, qu’il quittera en 2015 avant de rejoindre l’AS Magenta durant une saison. Il prend sa retraite à la fin de la saison 2016. Wajoka est connu pour avoir marqué le tout premier but lors des qualifications pour la Coupe du Monde de la FIFA 2010 contre Tahiti le 25 août 2007.
Il faisait partie de l'équipe qui a remporté les Jeux du Pacifique Sud de 2007. Il a également participé aux Jeux du Pacifique Sud de 2003, où la Nouvelle-Calédonie a terminer 1re de son groupe et a atteint la finale de la compétition, battue par les Fidji.
Le 1er juillet 2016, il devient entraîneur adjoint de l’AS Magenta jusqu’à la saison 2023, où il devient alors l’entraîneur principal de l’équipe. Il entraîne durant la saison 2020, l’AS Tiga Sport mais retourne la saison suivante à l’AS Magenta. Parallèlement depuis 2021, il est le sélectionneur de la Nouvelle-Calédonie U20.
Wajoka parvient à qualifier la Nouvelle-Calédonie pour la Coupe du monde de football U20 2025, une première pour la sélection. Dans l’objectif d’améliorer son équipe pour cette compétition, la Fédération calédonienne de football a passé un accord avec le club de National 3 de l’US Sainte-Anne de Vertou et le club de Ligue 1 du FC Nantes.
Durant sa carrière de joueur, il a remporté 2 fois la Coupe de Nouvelle-Calédonie en 2011 et 2012, et une fois le Championnat de Nouvelle-Calédonie en 2013. En tant qu’entraîneur, il a remporté 4 fois le Championnat national en 2016, 2018, 2020 et 2023 et 2 fois la Coupe calédonienne en 2016 et 2018.

## Carrière

### Internationale
| Équipe nationale   | Année | Apparitions | Buts |
| ------------------ | ----- | ----------- | ---- |
| Nouvelle-Calédonie | 2003  | 6           | 3    |
| Nouvelle-Calédonie | 2004  | 4           | 3    |
| Nouvelle-Calédonie | 2007  | 9           | 4    |
| Nouvelle-Calédonie | 2008  | 8           | 3    |
| Nouvelle-Calédonie | 2010  | 3           | 0    |
| Nouvelle-Calédonie | 2011  | 9           | 0    |
| Total              | Total | 39          | 13   |

Les scores et résultats indiquent en premier le total des buts de la Nouvelle-Calédonie, la colonne des scores indique le score après chaque but de Wajoka.
| No. | Date             | Stade                                       | Adversair  | Score | Résultat final | Competition                                               | Ref.   |
| --- | ---------------- | ------------------------------------------- | ---------- | ----- | -------------- | --------------------------------------------------------- | ------ |
| 1   | 1er juillet 2003 | ANZ Stadium, Suva, Fidji                    | Micronésie | 4–0   | 18–0           | Jeux du Pacifique Sud de 2003                             | [ 7 ]  |
| 2   | 1er juillet 2003 | ANZ Stadium, Suva, Fidji                    | Micronésie | 11–0  | 18–0           | Jeux du Pacifique Sud de 2003                             | [ 7 ]  |
| 3   | 1er juillet 2003 | ANZ Stadium, Suva, Fidji                    | Micronésie | 18–0  | 18–0           | Jeux du Pacifique Sud de 2003                             | [ 7 ]  |
| 4   | 17 mai 2004      | Lawson Tama Stadium, Honiara, Îles Salomon  | Îles Cook  | 1–0   | 8–0            | Phase qualificative de la Coupe du monde de football 2006 | [ 8 ]  |
| 5   | 19 mai 2005      | Lawson Tama Stadium, Honiara, Îles Salomon  | Tonga      | 5-0   | 8–0            | Phase qualificative de la Coupe du monde de football 2006 | [ 9 ]  |
| 6   | 19 mai 2005      | Lawson Tama Stadium, Honiara, Îles Salomon  | Tonga      | 6–0   | 8–0            | Phase qualificative de la Coupe du monde de football 2006 | [ 9 ]  |
| 7   | 17 juin 2007     | Stade Numa-Daly, Nouméa, Nouvelle-Calédonie | Vanuatu    | 5–1   | 5–3            | Match amical                                              | [ 10 ] |
| 8   | 25 août 2007     | National Soccer Stadium, Apia, Samoa        | Tahiti     | 1–0   | 1–0            | Phase qualificative de la Coupe du monde de football 2010 | [ 11 ] |
| 9   | 3 septembre 2007 | National Soccer Stadium, Apia, Samoa        | Fidji      | 1–0   | 1–1            | Phase qualificative de la Coupe du monde de football 2010 | [ 12 ] |
| 10  | 21 novembre 2007 | Stade Numa-Daly, Nouméa, Nouvelle-Calédonie | Fidji      | 1–0   | 4–0            | Phase qualificative de la Coupe du monde de football 2010 | [ 13 ] |
| 11  | 20 juin 2008     | Stade Numa-Daly, Nouméa, Nouvelle-Calédonie | Vanuatu    | 1–0   | 3–0            | Phase qualificative de la Coupe du monde de football 2010 | [ 14 ] |
| 12  | 3 octobre 2008   | Stade Marville, La Courneuve, France        | Mayotte    | 1–2   | 3–2            | Coupe de l'Outre-Mer 2008                                 | [ 15 ] |
| 13  | 3 octobre 2008   | Stade Marville, La Courneuve, France        | Mayotte    | 3–2   | 3–2            | Coupe de l'Outre-Mer 2008                                 | [ 15 ] |

## Palmarès

### 2003
- Finaliste des Jeux du Pacifique sud 2003[16]

### 2007
- Champion du Pacifique sud 2007[17]

### 2008
- Finaliste de la Coupe d'Océanie 2008[18]

### 2011
- Champion du Pacifique sud 2011
- Coupe de Nouvelle-Calédonie 2011

### 2012
- Coupe de Nouvelle-Calédonie 2012

### 2013
- Championnat de Nouvelle-Calédonie 2013

### 2016
- Championnat de Nouvelle-Calédonie 2016
- Coupe de Nouvelle-Calédonie 2016

### 2018
- Championnat de Nouvelle-Calédonie 2018
- Coupe de Nouvelle-Calédonie 2018

### 2020
- Championnat de Nouvelle-Calédonie 2020

### 2023
- Championnat de Nouvelle-Calédonie 2023